# Aqil Yazid
Aqil Yazid (* 9. Januar 2004 in Singapur), mit vollständigen Namen Muhammad Aqil bin Mohamed Yazid, ist ein singapurischer Fußballspieler.
Aqil Yazid ist der Sohn von Yazid Yasin und der Bruder von Aizil Yazid.

## Karriere

### Verein
Aqil Yazid erlernte das Fußballspielen in der Schulmannschaft der Singapore Sports School. Am 1. Januar 2021 wechselte er in die Juniorenmannschaft vom Erstligisten Balestier Khalsa. Sein Erstligadebüt gab Aqil Yazid am 14. März 2021 im Auswärtsspiel gegen die Young Lions. Hier wurde er in der 78. Minute für Amer Hakeem eingewechselt. Das Spiel endete 3:3. Bis zu seiner Einberufung zum Militärdienst im Januar 2023 bestritt er sieben Erstligaspiele für Balestier Khalsa. Ende Januar 2023 wurde er von der Armee an den Erstligisten Young Lions ausgeliehen. Die Young Lions sind eine U23-Mannschaft, die 2002 gegründet wurde. In der Elf spielen U23-Nationalspieler und auch Perspektivspieler. Ihnen soll die Möglichkeit gegeben werden, Spielpraxis in der ersten Liga zu sammeln.

### Nationalmannschaft
2022 spielte Yazid zweimal in der singapurischen U20-Nationalmannschaft. Seit 2023 spielt Yazid für die singapurische U22- und U23.